# Пространство столбцов

Вектор-строки матрицы. Пространство строк матрицы — это линейная оболочка вектор-строк.

Вектор-столбцы матрицы. Пространство столбцов матрицы — это линейная оболочка вектор-столбцов.

Пространство столбцов (также образ, область значений) матрицы {\displaystyle A} — это линейная оболочка (множество всех возможных линейных комбинаций) её вектор-столбцов. Пространство столбцов матрицы также является образом или областью значений соответствующего ей отображения.
Пусть {\displaystyle \mathbb {F} } — некоторое поле. Пространство столбцов матрицы размера {\displaystyle m\times n} с компонентами из {\displaystyle \mathbb {F} } является линейным подпространством координатного пространства {\displaystyle \mathbb {F} ^{m}}. Размерность пространства столбцов называется рангом матрицы и не превосходит {\displaystyle \min(m,n)}. Понятие также определено для матриц заданных над кольцом {\displaystyle \mathbb {K} }.
Пространство строк определяется аналогично.
В данной статье рассматриваются матрицы над вещественными числами, то есть, пространства строк и столбцов являются подпространствами {\displaystyle \mathbb {R} ^{n}} и {\displaystyle \mathbb {R} ^{m}} соответственно.

## Обзор
Пусть {\displaystyle A} — матрица размера {\displaystyle m\times n}.Тогда имеют место такие утверждения про её ранг {\displaystyle \operatorname {rank} A}, где {\displaystyle \operatorname {rowsp} A} и {\displaystyle \operatorname {colsp} A} — её пространства столбцов и строк соответственно:
1. {\displaystyle \operatorname {rank} A=\dim \operatorname {rowsp} A=\dim \operatorname {colsp} A}[3],
2. {\displaystyle \operatorname {rank} A} равен числу опорных элементов в любом ступенчатом виде {\displaystyle A},
3. {\displaystyle \operatorname {rank} A} равен наибольшему числу линейно независимых строк или столбцов матрицы {\displaystyle A}[4].

Пространство столбцов матрицы {\displaystyle A} совпадает с множеством линейных комбинаций столбцов {\displaystyle A}. То есть, если {\displaystyle A=[a_{1},\dots ,a_{n}]}, то {\displaystyle \operatorname {colsp} A=\operatorname {span} \{a_{1},\dots ,a_{n}\}}, где {\displaystyle \operatorname {span} S} — линейная оболочка {\displaystyle S}.
Действие матрицы {\displaystyle A} на некоторый вектор {\displaystyle x} может быть представлено как линейная комбинация столбцов {\displaystyle A} с коэффициентами, соответствующими координатам {\displaystyle x}. Значит, {\displaystyle Ax} всегда лежит в {\displaystyle \operatorname {colsp} A}. Таким образом, если рассматривать матрицу как линейное отображение из {\displaystyle \mathbb {R} ^{n}} в {\displaystyle \mathbb {R} ^{m}}, то пространство столбцов матрицы будет соответствовать образу данного отображения.
Концепция пространства столбцов может быть обобщена на матрицы, заданные над полем комплексных чисел {\displaystyle \mathbb {C} } или, в общем случае, над произвольным полем {\displaystyle \mathbb {F} }.
Пример
Дана матрицы {\displaystyle J}:
{\displaystyle J={\begin{bmatrix}2&4&1&3&2\\-1&-2&1&0&5\\1&6&2&2&2\\3&6&2&5&1\end{bmatrix}}}
Её строки:
- {\displaystyle r_{1}=[2,4,1,3,2]},
- {\displaystyle r_{2}=[-1,-2,1,0,5]},
- {\displaystyle r_{3}=[1,6,2,2,2]},
- {\displaystyle r_{4}=[3,6,2,5,1]}.

Следовательно, пространство строк матрицы {\displaystyle J} это подпространство {\displaystyle \mathbb {R} ^{5}}, заданное как {\displaystyle \operatorname {span} \{r_{1},r_{2},r_{3},r_{4}\}}. Это пространство четырёхмерно в силу того, что эти четыре строки линейно независимы. Кроме того, в данном случае все строки ортогональны вектору {\displaystyle n=[6,-1,4,-4,0]}, из чего можно сделать вывод, что пространство строк состоит из всех векторов {\displaystyle \mathbb {R} ^{5}}, которые ортогональны вектору {\displaystyle n}.

## Пространство столбцов

### Определение
Пусть {\displaystyle \mathbb {K} } — некоторое поле скаляров, над которым задана матрица {\displaystyle A} размера {\displaystyle m\times n} со столбцами {\displaystyle \mathbf {v} _{1},\mathbf {v} _{2},\dots ,\mathbf {v} _{n}}. Линейная комбинация этих векторов — это любой вектор вида:
{\displaystyle c_{1}\mathbf {v} _{1}+c_{2}\mathbf {v} _{2}+\cdots +c_{n}\mathbf {v} _{n},}
Где {\displaystyle c_{1},c_{2},\dots ,c_{n}} — скаляры. Множество всех возможных комбинаций {\displaystyle \mathbf {v} _{1},\dots ,\mathbf {v} _{n}} называется пространством столбцов {\displaystyle A}. То есть, пространство столбцов {\displaystyle A} — это линейная оболочка векторов {\displaystyle \mathbf {v} _{1},\dots ,\mathbf {v} _{n}}.
Любая линейная комбинация столбцов матрицы {\displaystyle A} может быть записана как умножение матрицы {\displaystyle A} на некоторый вектор-столбец:
{\displaystyle {\begin{array}{rcl}A{\begin{bmatrix}c_{1}\\\vdots \\c_{n}\end{bmatrix}}&=&{\begin{bmatrix}a_{11}&\cdots &a_{1n}\\\vdots &\ddots &\vdots \\a_{m1}&\cdots &a_{mn}\end{bmatrix}}{\begin{bmatrix}c_{1}\\\vdots \\c_{n}\end{bmatrix}}={\begin{bmatrix}c_{1}a_{11}+&\cdots &+c_{n}a_{1n}\\\vdots &\vdots &\vdots \\c_{1}a_{m1}+&\cdots &+c_{n}a_{mn}\end{bmatrix}}=c_{1}{\begin{bmatrix}a_{11}\\\vdots \\a_{m1}\end{bmatrix}}+\cdots +c_{n}{\begin{bmatrix}a_{1n}\\\vdots \\a_{mn}\end{bmatrix}}\\&=&c_{1}\mathbf {v} _{1}+\cdots +c_{n}\mathbf {v} _{n}\end{array}}}
Таким образом, пространство столбцов {\displaystyle A} состоит из всех возможных произведений {\displaystyle Ax}, где {\displaystyle x\in \mathbb {K} ^{n}}, что то же самое, что образ (или область значений) соответствующего отображения.
Пример
Если {\displaystyle A={\begin{bmatrix}1&0\\0&1\\2&0\end{bmatrix}}}, то её столбцы это {\displaystyle v_{1}=[1,0,2]^{T}} и {\displaystyle v_{2}=[0,1,0]^{T}}.
Линейная комбинация {\displaystyle v_{1}} и {\displaystyle v_{2}} — это любой вектор, имеющий следующий вид:
{\displaystyle c_{1}{\begin{bmatrix}1\\0\\2\end{bmatrix}}+c_{2}{\begin{bmatrix}0\\1\\0\end{bmatrix}}={\begin{bmatrix}c_{1}\\c_{2}\\2c_{1}\end{bmatrix}}\,} Множество всех таких векторов образует пространство столбцов {\displaystyle A}. В данном случае пространство столбцов это в точности множество векторов {\displaystyle [x,y,z]\in \mathbb {R} ^{3}}, удовлетворяющих уравнению {\displaystyle z=2x}.
В декартовой системе координат это множество соответствует некоторой плоскости, проходящей через начало отсчёт в трёхмерном пространстве.

### Базис
Столбцы матрицы {\displaystyle A} порождают пространство столбцов, но они могут не образовывать базис если столбцы не линейно независимы. К счастью, элементарные преобразования строк матрицы не меняют линейные зависимости между столбцами. Это позволяет находить базис в пространстве столбцов методом Гаусса.
Например, дана такая матрица:
{\displaystyle A={\begin{bmatrix}1&3&1&4\\2&7&3&9\\1&5&3&1\\1&2&0&8\end{bmatrix}}{\text{.}}}
Столбцы этой матрицы не линейно независимы, что значит, что базис образует некоторое подмножество столбцов. Чтобы найти его, приведём {\displaystyle A} к ступенчатому виду по строкам:
{\displaystyle {\begin{bmatrix}1&3&1&4\\2&7&3&9\\1&5&3&1\\1&2&0&8\end{bmatrix}}\sim {\begin{bmatrix}1&3&1&4\\0&1&1&1\\0&2&2&-3\\0&-1&-1&4\end{bmatrix}}\sim {\begin{bmatrix}1&0&-2&1\\0&1&1&1\\0&0&0&-5\\0&0&0&5\end{bmatrix}}\sim {\begin{bmatrix}1&0&-2&0\\0&1&1&0\\0&0&0&1\\0&0&0&0\end{bmatrix}}}
Первый, второй и четвёртый столбцы линейно независимы, в то время как третий является линейной комбинацией первых двух (точнее, {\displaystyle v_{3}=-2v_{1}+v_{2}}). Поэтому первый, второй и четвёртый столбцы образуют базис в пространстве столбцов:
{\displaystyle {\begin{bmatrix}1\\2\\1\\1\end{bmatrix}},\;\;{\begin{bmatrix}3\\7\\5\\2\end{bmatrix}},\;\;{\begin{bmatrix}4\\9\\1\\8\end{bmatrix}}{\text{.}}}
Стоит обратить внимание, что независимые столбцы это в точности столбцы, содержащие ведущие элементы, что позволяет сводить задачу поиска базиса в множестве столбцов к приведению матрицы к ступенчатому виду.
Алгоритм выше может быть использован для поиска зависимостей и нахождения базиса в любом множестве векторов. Также нахождение базиса пространства столбцов {\displaystyle A} эквивалентно нахождению оного для пространства строк транспонированной матрицы {\displaystyle A^{T}}. На практике (например, при работе с большими матрицами) для нахождения базиса обычно используется сингулярное разложение.

### Размерность
Размерность пространства столбцов называется рангом матрицы. Ранг равен числу ведущих элементов в ступенчатом виде матрицы, а также наибольшему числу её линейно независимых столбцов. Например, ранг матрицы выше равен {\displaystyle 3}.
Так как пространство столбцов это образ соответствующего отображения, ранг матрицы равен размерности образа. Например, для отображения {\displaystyle \mathbb {R} ^{4}\to \mathbb {R} ^{4}} заданного матрицей выше отображает {\displaystyle \mathbb {R} ^{4}} в некоторое трёхмерное подпространство.
Размерность ядра матрицы равна числу столбцов, которые не содержат ведущих элементов. Ранг и размерность ядра матрицы {\displaystyle A} c {\displaystyle n} столбцами связаны уравнением:
{\displaystyle \operatorname {rank} (A)+\dim \ker(A)=n.\,}

### Связь с коядром
Коядро (левый аннулятор) матрицы {\displaystyle A} это множество векторов {\displaystyle \mathbf {x} } таких что {\displaystyle \mathbf {x} ^{T}A=0^{T}}. Коядро матрицы {\displaystyle A} совпадает с ядром {\displaystyle A^{T}}. Произведение {\displaystyle A^{T}} на {\displaystyle \mathbf {x} } может быть записано в виде скалярных произведений векторов
{\displaystyle A^{T}\mathbf {x} ={\begin{bmatrix}\mathbf {v} _{1}\cdot \mathbf {x} \\\mathbf {v} _{2}\cdot \mathbf {x} \\\vdots \\\mathbf {v} _{n}\cdot \mathbf {x} \end{bmatrix}},}
Потому что строки {\displaystyle A^{T}} являются транспонированными столбцами {\displaystyle \mathbf {v} _{k}} матрицы {\displaystyle A}. Поэтому {\displaystyle A^{T}\mathbf {x} =0} тогда и только тогда когда {\displaystyle \mathbf {x} } ортогонален ко всем столбцам {\displaystyle A}.
Отсюда следует, что коядро {\displaystyle A} (ядро {\displaystyle A^{T}}) — это ортогональное дополнение к пространству столбцов {\displaystyle A}.

### Для матрицы над кольцами
Аналогичным образом пространство столбцов (иногда с уточнением как правое пространство столбцов) может быть определено для матриц над кольцом {\displaystyle \mathbb {K} } как:
{\displaystyle \sum \limits _{k=1}^{n}\mathbf {v} _{k}c_{k}}
Где {\displaystyle c_{1},\dots ,c_{n}\in \mathbb {K} }. Координатное пространство при этом меняется на правый свободный модуль, что также меняет порядок в умножении на скаляр вектора {\displaystyle \mathbf {v} _{k}} на скаляр {\displaystyle c_{k}} таким образом, что они записываются в порядке вектор-скаляр.